# Gurdžáni
Gurdžáni (gruzínsky გურჯაანი, Gurdžaani) je okresní městečko ve východogruzínském kraji Kachetie.
Město se nachází v údolí, kterým protéká řeka Alazani a nachází se ve výšce 415 metrů nad mořem. Od hlavního města Tbilisi je Gurdžáni vzdáleno 110 km. V roce 2014 ve městě žilo přibližně 8 024 obyvatel.
Město je významným gruzínským vinařským centrem. Už od středověku ho charakterizuje kostel zesnulých zbudovaný v 8. nebo 9. století, zvaný též Kvelacminda. Návštěvníci města si mohou prohlédnout místní folklorní museum s expozicí o dějinách oblasti Gurdžáni, nebo muzeum gruzínské herečky Nato Vačnadzeové.

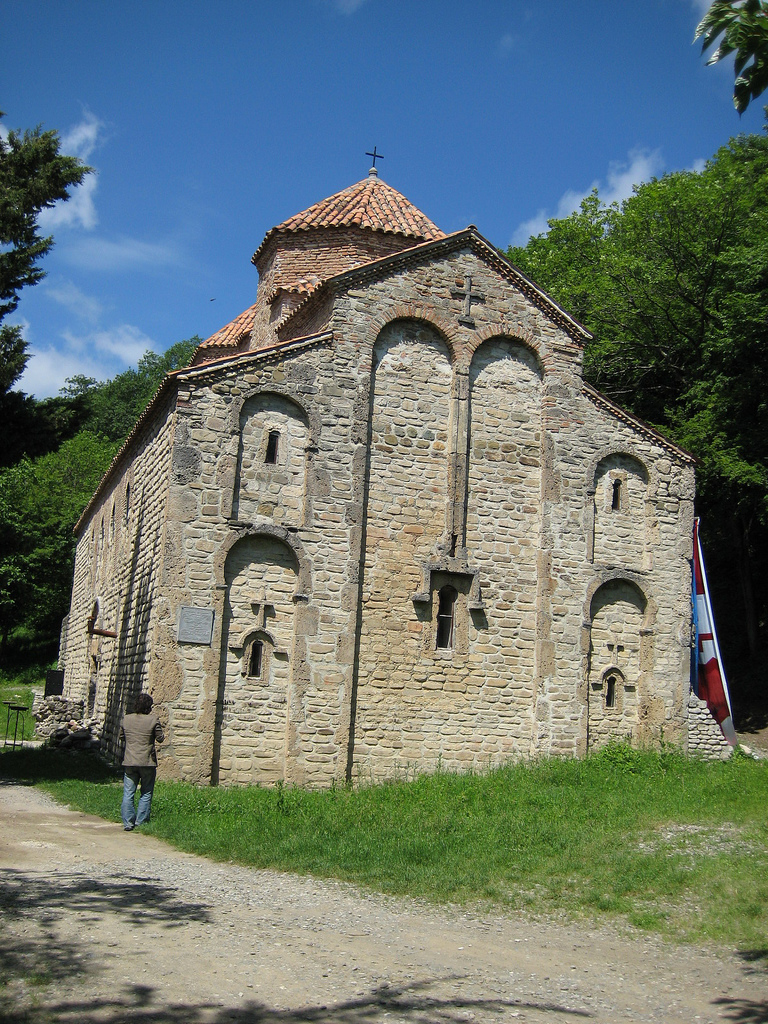
Chrám zesnulých v Gurdžáni